# Oncocnemis regina
Oncocnemis regina är en fjärilsart som beskrevs av Smith 1902. Oncocnemis regina ingår i släktet Oncocnemis och familjen nattflyn. Inga underarter finns listade i Catalogue of Life.